# Progetto GNU

Il logo GNU

Il progetto GNU (/ˈɡnu/) è una iniziativa collaborativa creata il 27 settembre 1983 da Richard Stallman per creare GNU: un sistema operativo Unix-like completo, utilizzabile esclusivamente utilizzando software libero. Il nome GNU è l'acronimo ricorsivo di "GNU's Not Unix".

## Descrizione
Fulcro di tutta l'attività del progetto GNU è la licenza chiamata GNU General Public License (GNU GPL), una licenza libera e fortemente copyleft che sancisce e protegge le libertà fondamentali che, secondo il progetto, permettono l'uso e lo sviluppo collettivo e naturale del software. Un'altra licenza, la GNU Free Documentation License (GNU FDL), è stata scritta per coprire la documentazione, usata anche dal progetto Wikipedia. Per ragioni di compatibilità e portabilità, ad esempio per librerie software, il progetto ha creato anche la GNU Lesser General Public License (GNU LGPL), per permettere in certi casi l'integrazione di software libero all'interno di software proprietario.

Alcune distribuzioni utilizzanti il sistema operativo GNU e il kernel Linux.

Anche se la maggior parte del materiale prodotto dal progetto è tecnico, il progetto ha finalità sociali, etiche e politiche. Oltre a produrre software e licenze, il progetto pubblica un grande numero di scritti filosofici, la maggior parte dei quali da parte di Richard Stallman.

### GNU/Hurd e GNU/Linux
Fra il 1980 e il 1990 il progetto GNU si concentrò nello sviluppo di un sostituto del kernel non-libero che fino ad allora veniva utilizzato in Unix. GNU Hurd fu il nome assegnato all'insieme delle componenti per la realizzazione di questo tassello mancante e comprendeva un nuovo microkernel che fu chiamato GNU Mach (in riferimento all'omonimo microkernel Mach).
GNU Hurd però si rivelò un progetto molto complesso e si dovette attendere qualche decennio più tardi prima di vederne un'implementazione (vedasi Debian GNU/Hurd).
Parallelamente agli albori dell'incompleto kernel ufficiale del progetto GNU, Linus Torvalds pubblicò nel 1991 il suo kernel monolitico che fu distribuito su Internet sotto il nome di Linux. Dopo che Torvalds decise di coprire il kernel Linux sotto la licenza GNU General Public License v2, il progetto GNU poté utilizzarlo per raggiungere lo scopo di ottenere un sistema operativo completo e libero, quale è appunto GNU/Linux.
La combinazione risultante (il sistema operativo GNU insieme al kernel Linux) è oggi uno dei sistemi operativi unix-like più utilizzati al mondo, alla base di diverse migliaia di distribuzioni.

### Progetti strategici
Dal 1985 venne creata la Free Software Foundation, un ente di supporto al progetto GNU finalizzato a dare supporto legale e politico allo sviluppo di software libero, promuovendo diverse campagne fra cui la lista dei progetti ad alta priorità.